# Замок «Старий Князь»
Замок «Старий Князь» — руїни замку, розташовані у північно-східній частині Валбжиського передгір'я Судетів у місті Валбжиху Нижньосілезького воєводства в Польщі. Недалеко від руїн знаходиться Замок «Князь».

## Розташування
Руїни замку було побудовано на мурах середньовічного замку яворського князя Болеслава I Суворого. Вони лежать на лівому пагорбі над ущелиною річки Печниці у південно-східній частині ландшафтного парку «Князь», що розташованій на межі двох різних фізико-географічних макрорегіонів: Судетського передгір'я та Центральних Судетів.

## Історія
Перші укріплення на пагорбі над ущелиною Пелчниці було споруджено у другій половині ІХ—Х столітті. У кінці XIII століття князь Болеслав I Суворий збудував тут мурований оборонний замок. Замок складався з трьох частин: мурованого верхнього замку та двох підзамч із валами. Перше підзамче від замку відокремлював викутий у скелі рів, завширшки 20 м та глибиною 4,5 м. У частині першого підзамча біля зовнішньої сторони валу було виявлено залишки  фундаменту кам'яно-глиняної будівлі, які, ймовірно, є слідами внутрішньої забудови вздовж оборонного периметру. У 1290 році князь Болеслав I Суворий переніс сюди свою резиденцію із Львувка Шльонського. Замок втратив своє значення у 1392 році, після переходу Свідницько-яворського князівства під владу чеської корони. У 1428 році замок здобулигусити. У наступні роки замок був резиденцією лицарів-розбійників та врешті-решт був зруйнованим у 1484 році. Після цього, замок, позбавлений власника, продовжував занепадати і на початку XVI століття був покинутий.
У 1794—1797 роках власник замку «Князь» Ганс Генріх VI фон Хохберг доручив архітектору Крістіану Тішбайну облаштувати околиці замку над потоком Пелчниця та перебудувати існуючі залишки руїн давнього замку на романтичні руїни для князя Ганса Генріха IV фон Хохберга. Метою будівництва була інсценізація середньовічного оточення навколо замку «Князь». Після війни замок, підпалений радянськими військами, згорів влітку 1945 року. До нашого часу збереглася штучна руїна з кінця XVIII століття з залишками головного замку із збереженим внутрішнім поділом. При цьому в будівлі немає стель, а від замкової вежі збереглися лише фрагменти. Також збереглися два ренесансні портали та частина муру давньої галереї, що веде до каплиці, від якої залишилися лише стіни та залишки прикапличної вежі.

## Архітектура
У наш час замок «Старий Князь» — це мальовнича будівля в еклектичному стилі, споруджена у 1794—1797 роках за задумом Крістіана Вільгельма Тішбейна, шляхом перебудови руїн середньовічного замку кінця XIII століття, що до цього знаходилися на цьому місці. Новий замок був оточений ровом та оборонним муром, а вхід до нього здійснювався через браму з двома вежами. Ця реконструкція приховала сліди первісного замку і протягом багатьох років, аж до кінця XX століття, будівля вважалася штучними руїнами. Відсутність інформації щодо виникнення існуючої системи зовнішніх укріплень у вигляді валів, що оточували замок та підзамче, свідчить про те, що на цьому місці існував середньовічний княжий замок. Весь замковий комплекс складається з власне замку, який нагадує своєю формою трикутник, та двох трикутних передзамч, розташованих одне за одним на захід від замку. У головній будівлі, з'єднаній з вежею, знаходилися репрезентаційна зала, арсенал, спальні, судова зала, в'язниця із камерою тортур та каплиця. Під каплицею, з'єднаною клуатрами з головним замком, знаходились підземелля. Під час розбудови руїн замку було використано багато оригінальних ренесансних та барокових архітектурних деталей, які були перенесені із замку у Тшебені та інших довколишніх об'єктів.

## Світлини

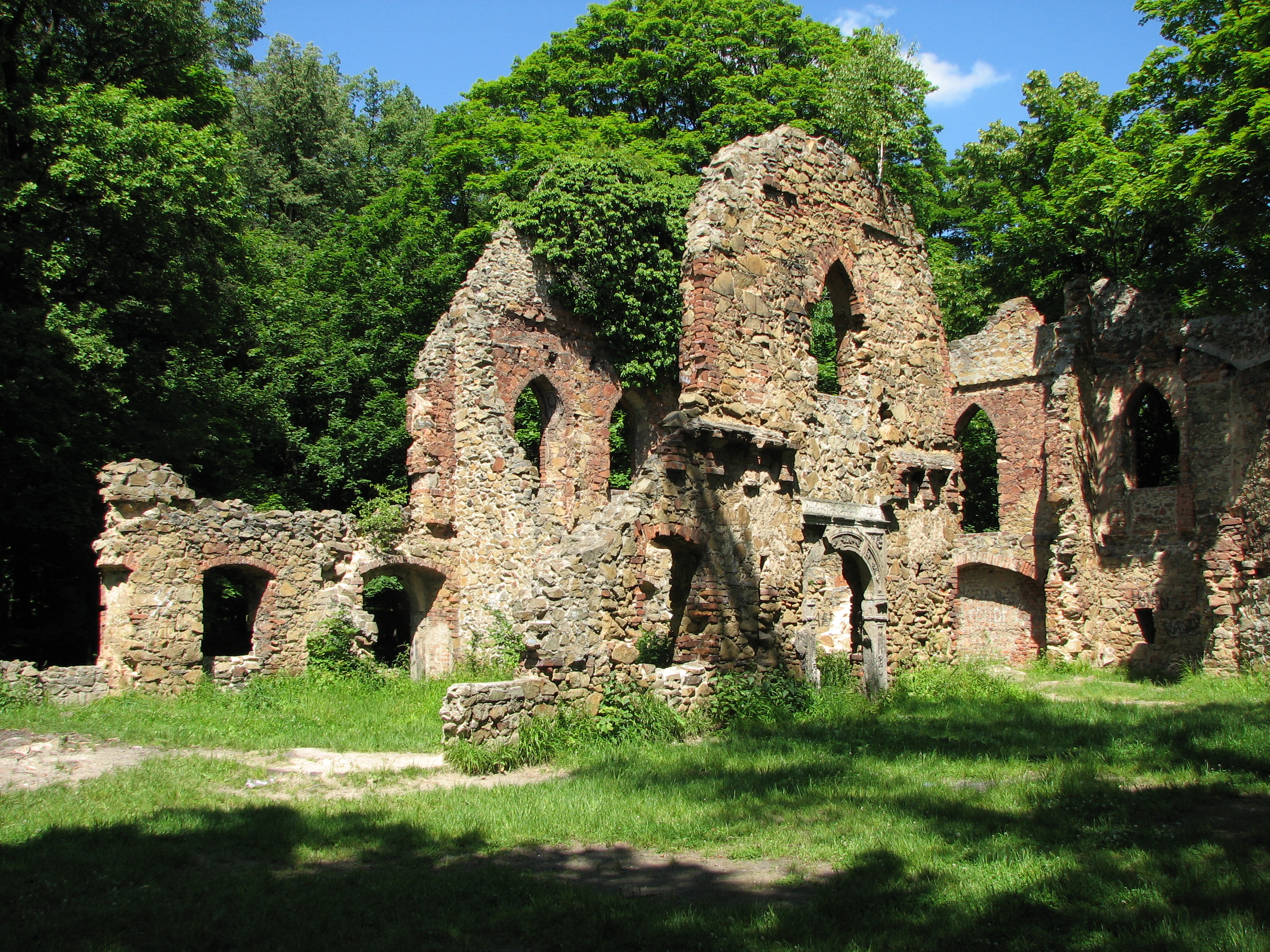
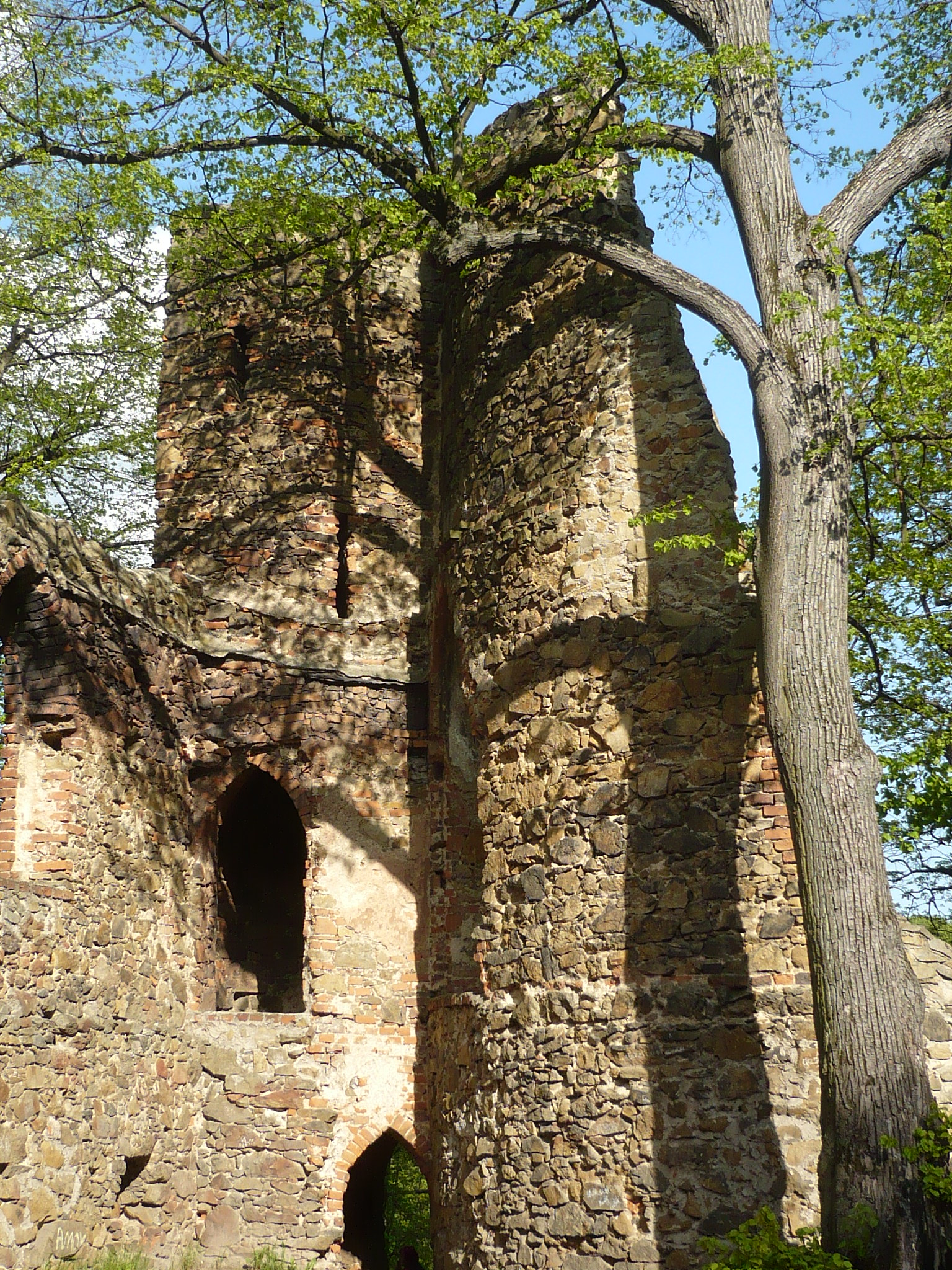
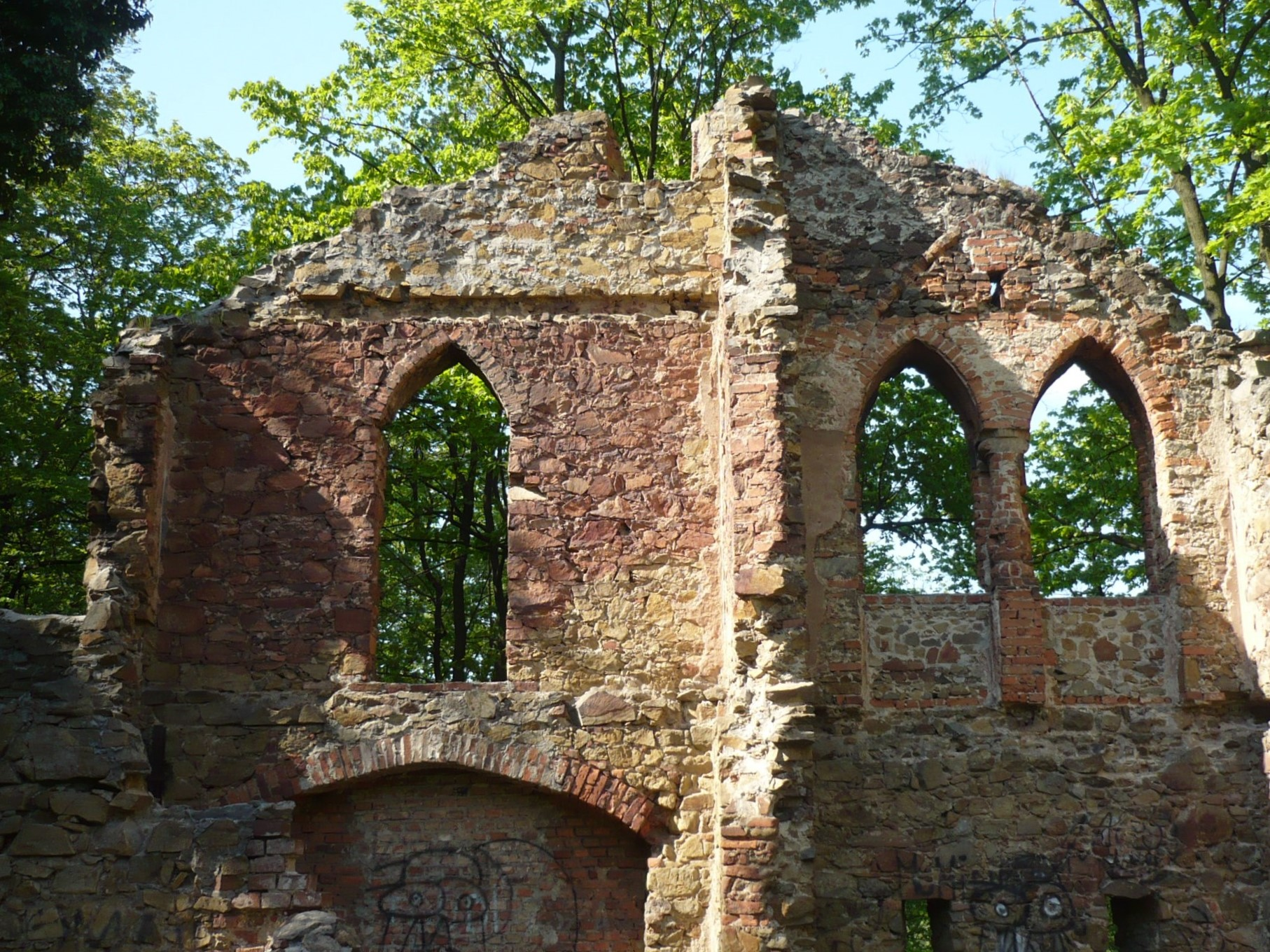
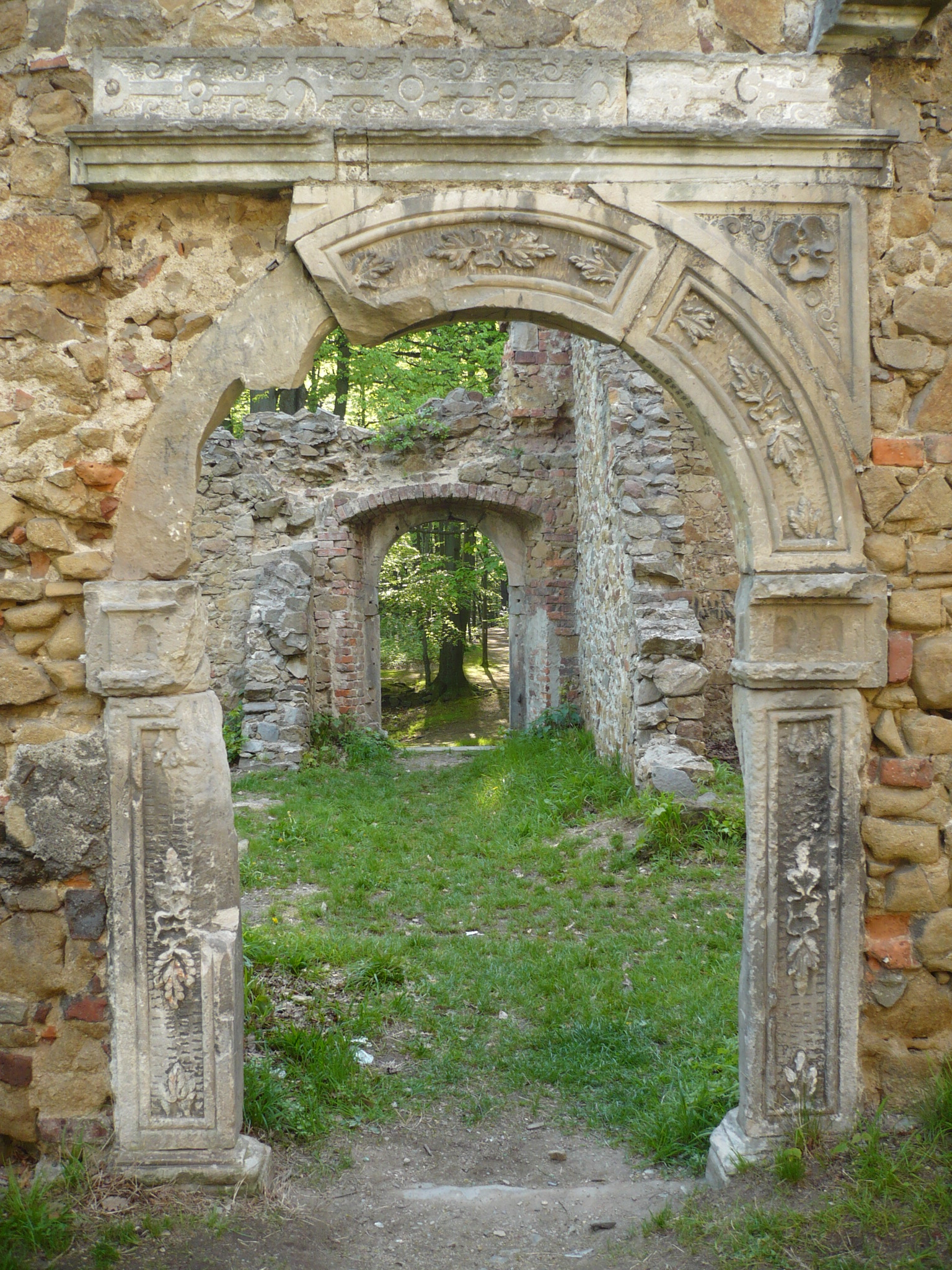
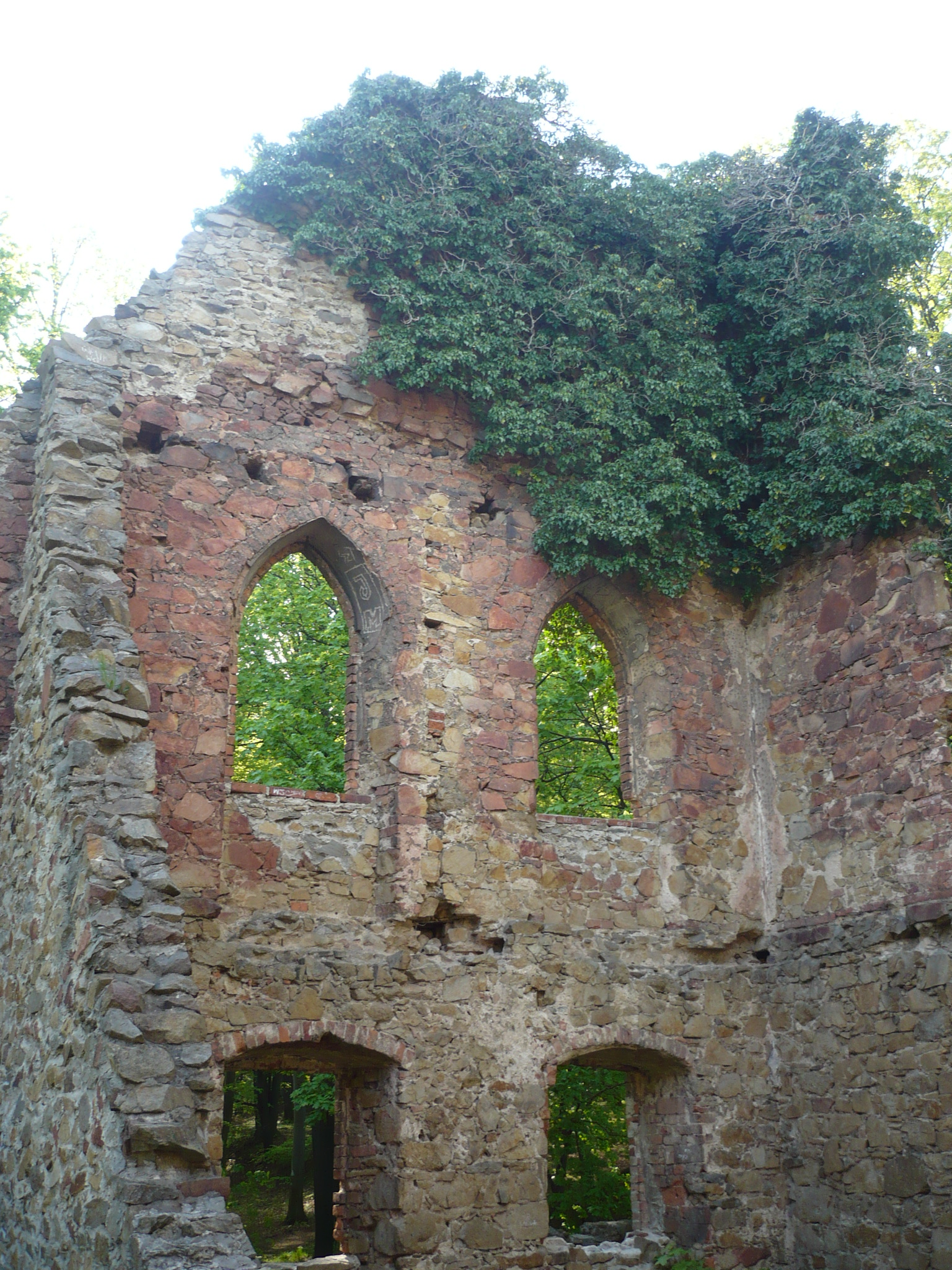
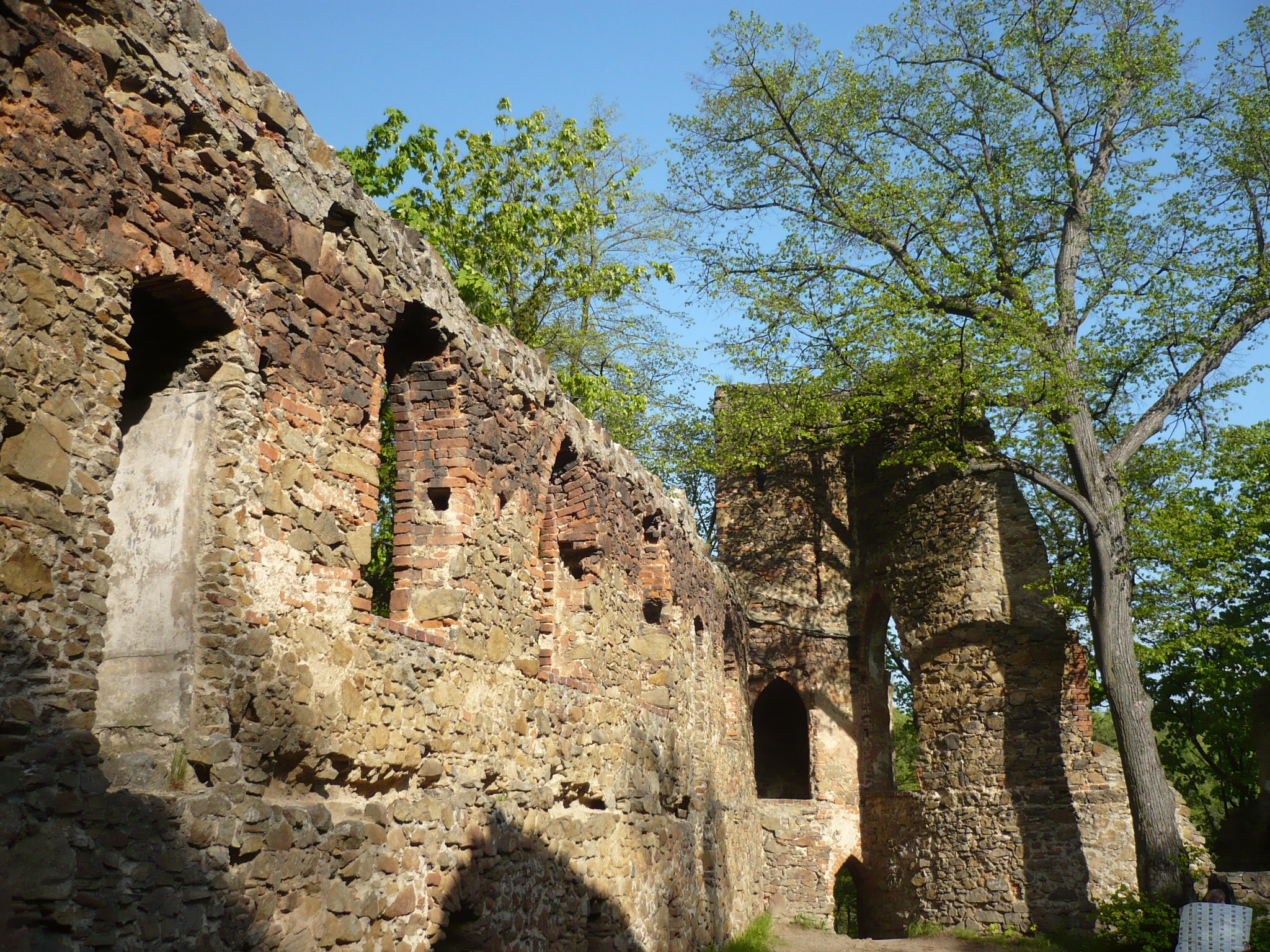
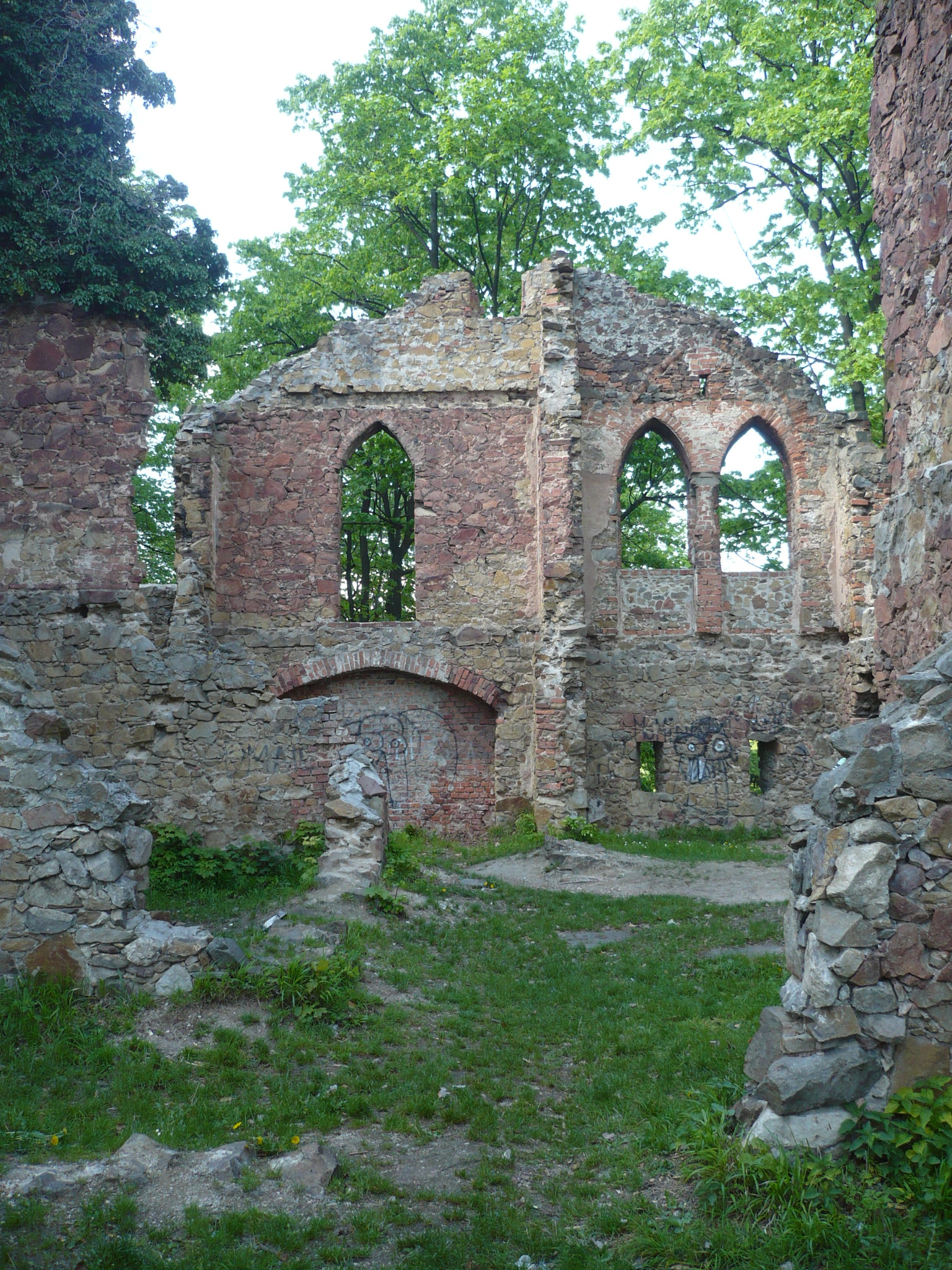
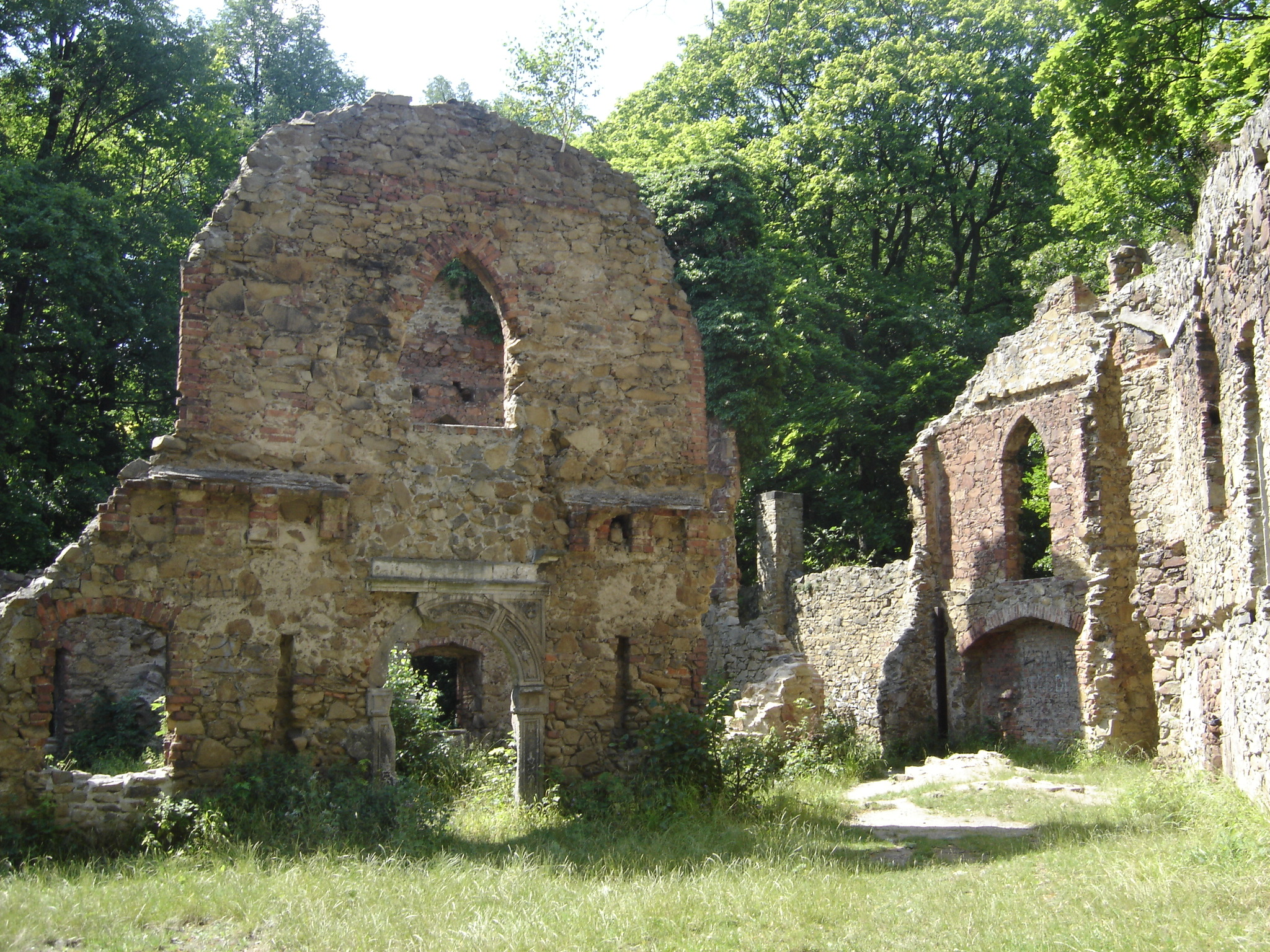
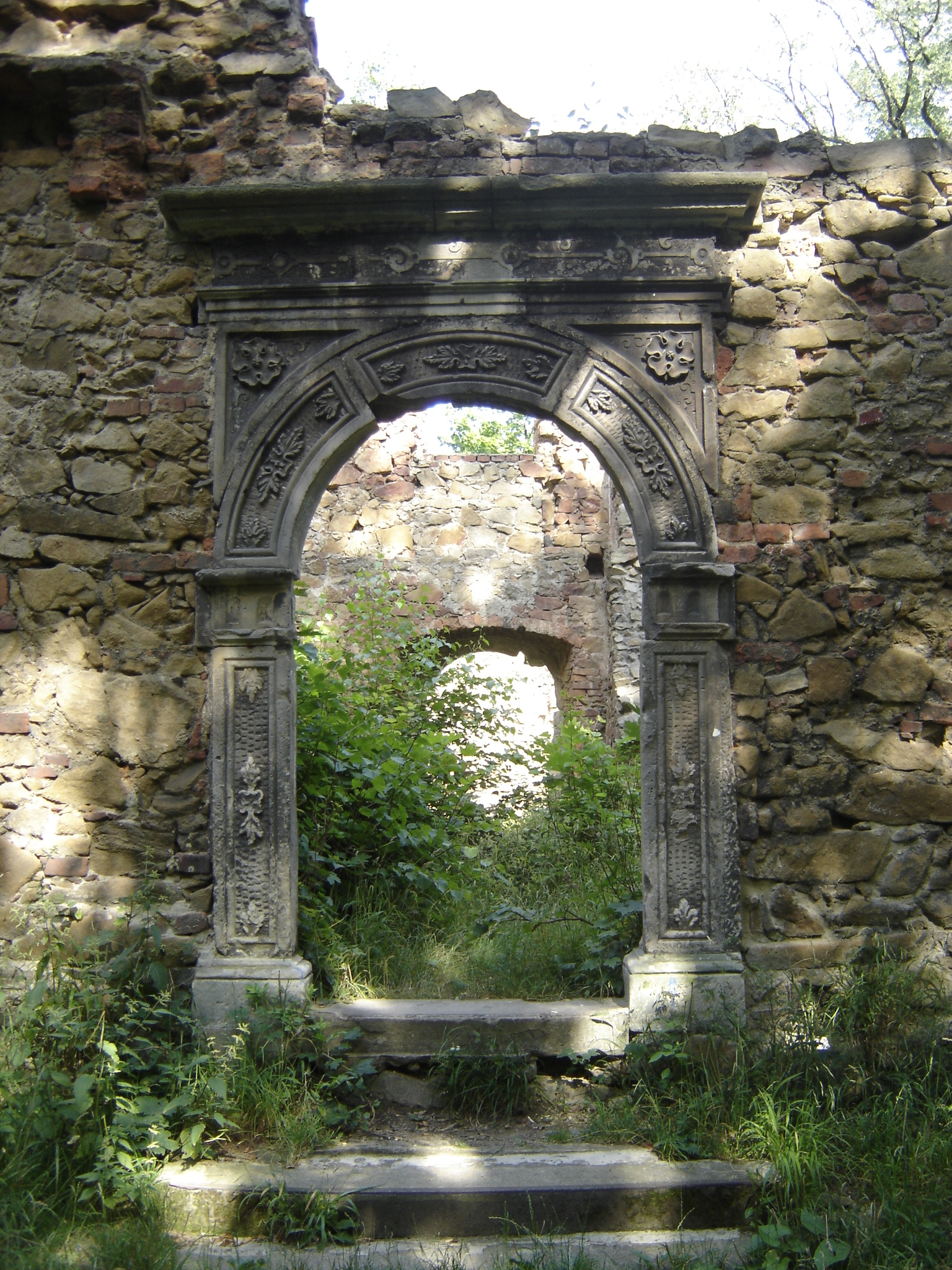
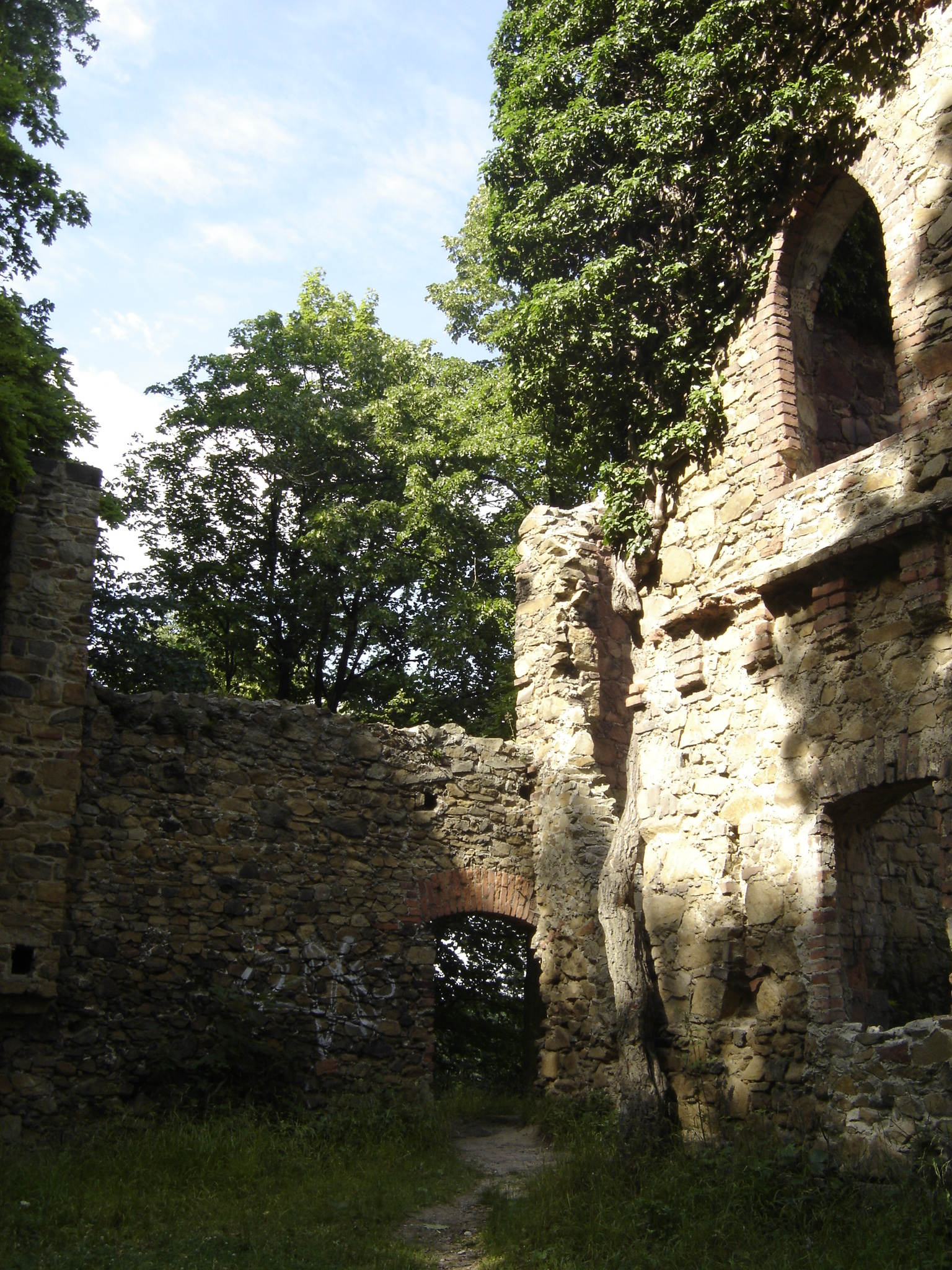
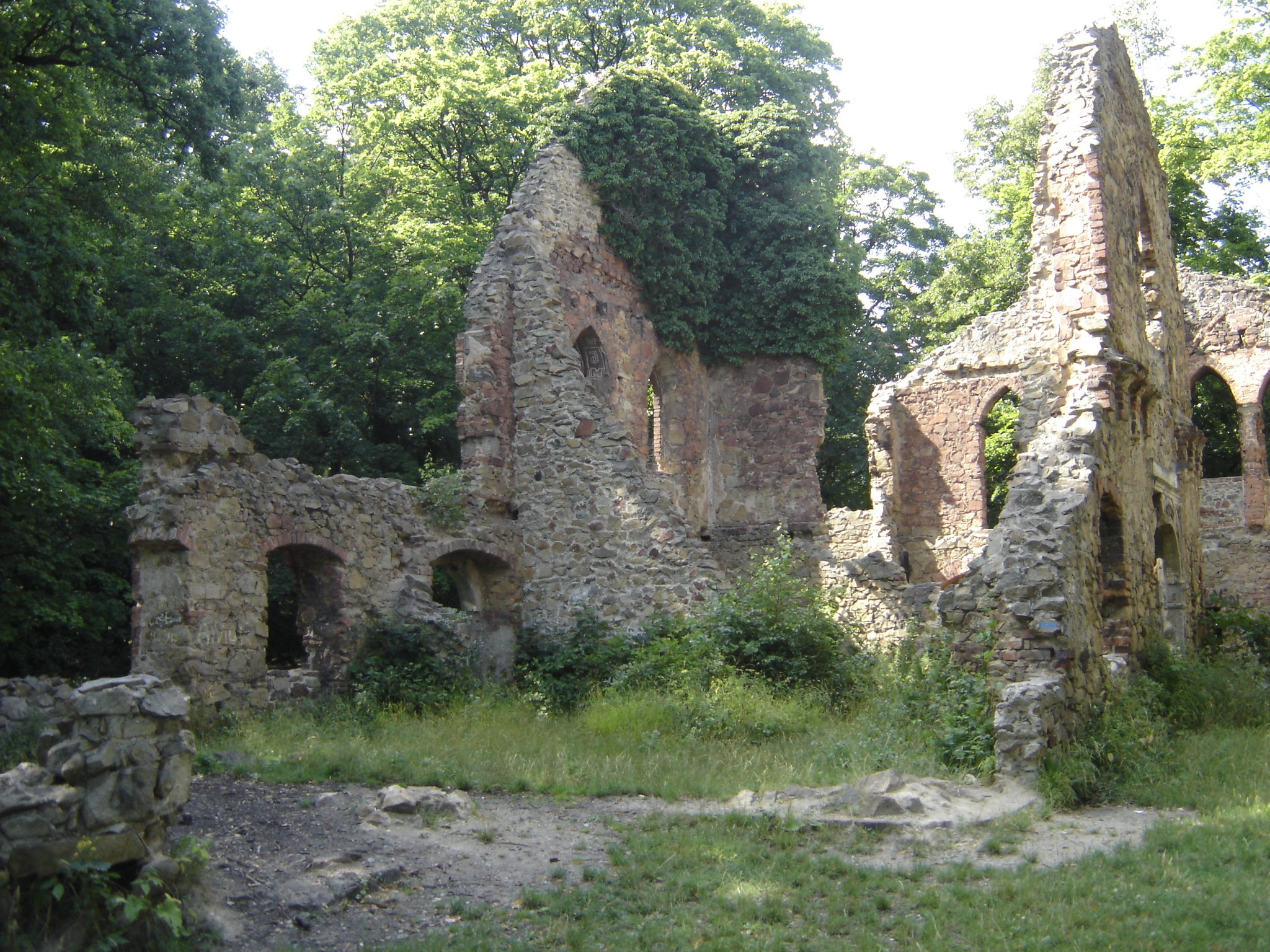
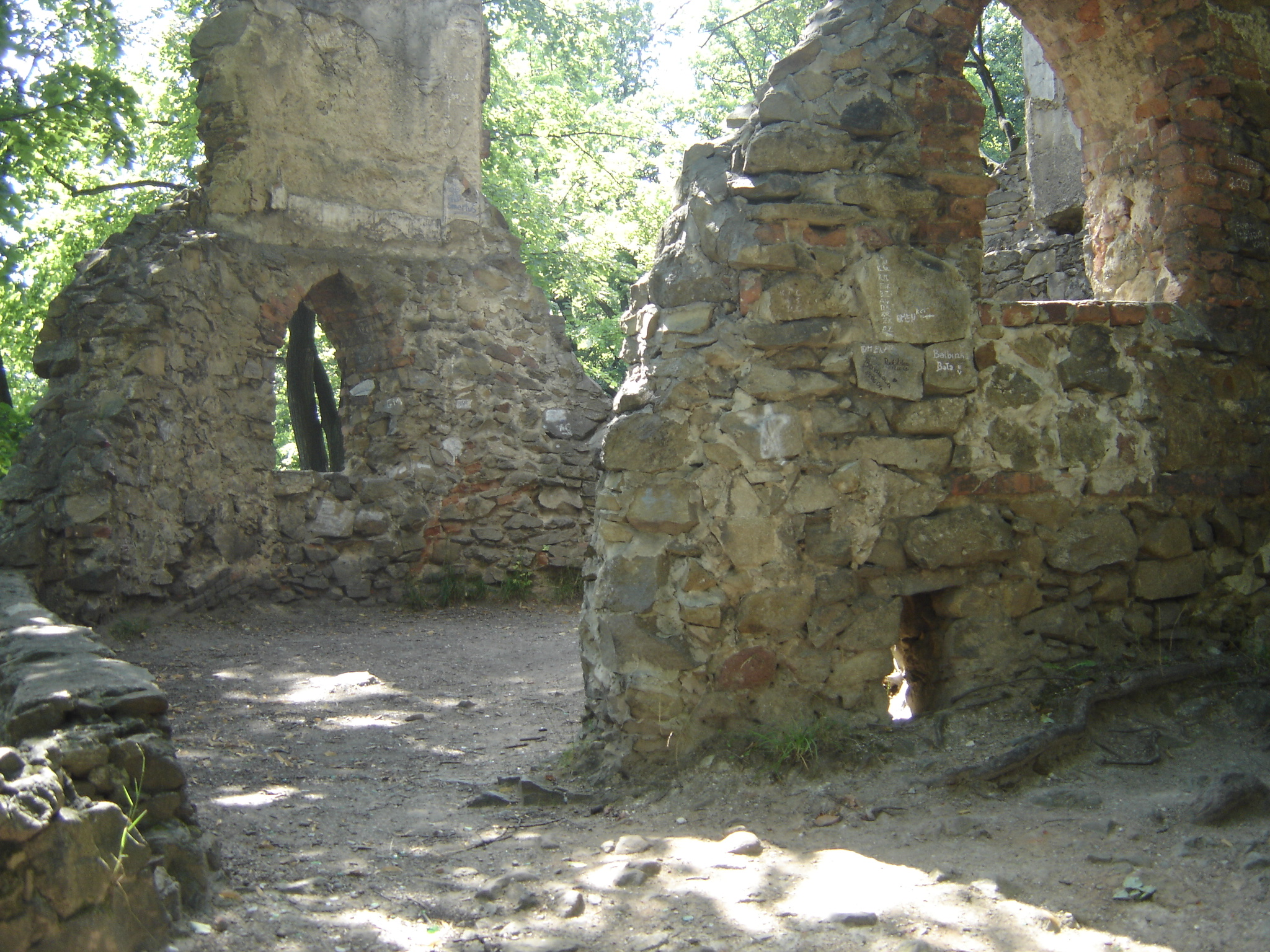